# Martina Rupp

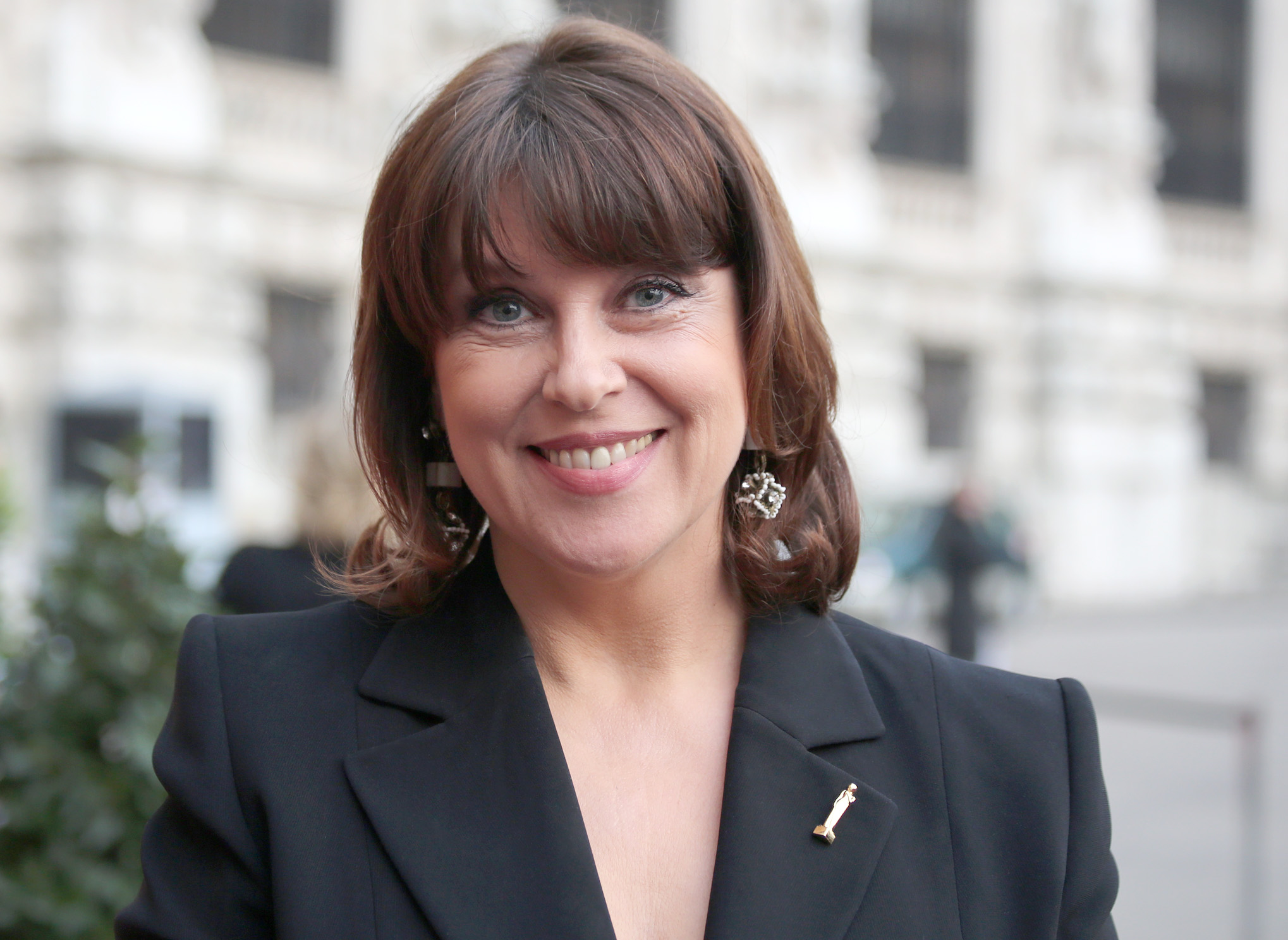
Martina Rupp (2013)

Martina Rupp (* 27. Juli 1961 in Wien) ist eine österreichische Moderatorin. Sie moderierte bis Juli 2021 auf ORF 2 die Konsumentensendung konkret (vormals „heute konkret“ bzw. „Konkret: Das Servicemagazin“) und beim Radiosender Ö3 die Sendung „Guten Morgen am Sonntag“. Nach 42 Jahren ging ihre letzte Moderation am 25. Juli 2021 on air.

## Ausbildung und Karriere
Ab 1979 studierte Martina Rupp Politikwissenschaft, Publizistik und Pädagogik. Ihr beruflicher Werdegang begann am Weihnachtsabend 1979 mit der Moderation der Ö3-Jugendsendung „ZickZack“. Bald darauf war sie zusätzlich für Redaktion, Regie und auch die Musikauswahl dieser Hörfunksendung verantwortlich. Sie übernahm die Moderation mehrerer Radiosendungen (1981 „Treffpunkt Ö3“, 1982 „Ö3 Wecker“, 1983 „Ö3 Freizeichen...“); in den 1990er und 2000er Jahren moderierte sie lange Zeit die Vormittagssendung. Seit 2015 präsentierte sie sonntags von 6 bis 9 Uhr die Sendung „Guten Morgen am Sonntag“. Die letzte Sendung moderierte Martina Rupp am 25. Juli 2021 und beendete damit nach fast 42 Jahren ihre Tätigkeit auf Ö3.
Nach einem Monate zurückliegenden Casting sprang sie 1986 bei der Sendung „Ohne Maulkorb“ als Partnerin von Peter Resetarits für die erkrankte Karin Müller (heute Karin Kraml) ein. 1987/1988  moderierte sie die Spielshow „Superflip“. An der Seite von Peter Rapp präsentierte sie von 1997 bis 2000 die erfolgreiche ORF-Hauptabendshow „Champion“.
Bis zum Auslaufen der Sendung anlässlich der ORF-Programmreform 2007 moderierte sie zusammen mit Dieter Chmelar, und später mit Martin Ferdiny, die Spätnachmittagssendung „Willkommen Österreich“ auf ORF 2, außerdem von Februar 2004 bis Dezember 2005 auch „Gut beraten Österreich - Das Konsumentenmagazin“.
Ab der Umsetzung der ORF-Programmreform moderierte sie bis Juli 2021 an Wochentagen um 18.30 Uhr im Wechsel mit Münire Inam „konkret“ (2007 bis 2012 „Konkret: Das Servicemagazin“, 2012 bis 2017 „heute konkret“).
Seit 2002 schreibt sie Kolumnen für das monatlich erscheinende VOR-Magazin. Auch in der Tageszeitung Österreich sind seit September 2006 Kolumnen von ihr zu lesen.
Martina Rupp war auch in der Werbung tätig. Seit 1995 hat sie einen Werbevertrag mit Billa, der im Jahr 2001 bis 2006 verlängert wurde.
Martina Rupp hat zwei Kinder, (Nicola und Tobias). Ihre Tochter Nicola Löwenstein aus einer Beziehung mit Walter Gröbchen war Fernsehmoderatorin bei ServusTV.

## Auszeichnungen
- 2001: Romy als beliebteste Magazinmoderatorin